# Ferrovia Napoli-Nola-Baiano
La linea Napoli-Nola-Baiano è una ferrovia della rete Circumvesuviana, gestita dall'Ente Autonomo Volturno che collega Napoli al suo circondario nord-orientale, fino a Baiano in provincia di Avellino. Inoltre dalle rispettive stazioni di Pomigliano d'Arco, Botteghelle e Volla si diramano le linee per Acerra e San Giorgio a Cremano. Si inserisce nel quadro del servizio ferroviario metropolitano di Napoli, ove viene indicata come linea 9.

## Storia
| Tratta      | Inaugurazione    |
| ----------- | ---------------- |
| Napoli-Nola | 22 novembre 1884 |
| Nola-Baiano | 9 luglio 1885    |

La ferrovia fu concessa nel 1880 all'ingegner Giovanni Frontini, il quale cedette successivamente la concessione alla società belga Chemin de Fer de Naples-Nola-Bajano et Extensions, costituita a Bruxelles nel 1883, e la linea ferroviaria fu inaugurata nel 1884, a binario unico, scartamento ridotto e trazione a vapore tra Napoli e Nola: l'anno successivo la linea venne terminata, con l'arrivo definitivo a Baiano e inaugurata ufficialmente l'11 luglio del 1885.
Con scritture private del 18 e 28 dicembre 1936 la società belga, nel frattanto andata in liquidazione, cedette la concessione della linea alla Strade Ferrate Secondarie Meridionali (SFSM), concessionaria delle linee Napoli-Ottaviano-Sarno e Napoli-Pompei-Poggiomarino e Torre Annunziata-Castellammare di Stabia con effetto dal 16 maggio 1937. Con l'acquisto da parte della SFSM si provvide ad ammodernare la linea: ciò comportò l'abbandono dell'antico tracciato tra Porta Capuana e Poggioreale, che consentì l'abolizione di ben 14 passaggi a livello e l'attestamento del capolinea presso la stazione di Napoli Porta Nolana, già terminale delle linee per Sarno, Poggiomarino e Castellammare di Stabia. Venne quindi sostituito l'armamento, elettrificata la linea e integrato il vecchio materiale rotabile con quello moderno già in servizio sulle altre linee della SFSM..
A partire dagli anni settanta, grazie alla notevole crescita demografica del circondario napoletano, la linea ha assunto la funzione di trasporto suburbano di massa.
Il 19 dicembre 1985 la linea, gestita dalla società Strade Ferrate Secondarie Meridionali (SFSM) insieme alla rete circumvesuviana, venne riscattata dallo Stato e posta in gestione commissariale governativa, con decreto ministeriale del 20 settembre 1985, e decorrenza dal successivo 19 dicembre, in quanto l'ingente quantitativo di risorse impiegate per il rinnovo delle linee resero i bilanci della SFSM in deficit per importi sempre più crescenti. 
La gestione commissariale governativa cessò a partire dal 1º gennaio 2001, dopo che a seguito del decreto legge n. 422 del 14 novembre 1997 le ferrovie di interesse locale vennero gradualmente cedute alle Regioni, divenute responsabili dei servizi di trasporto pubblico locale e nell'ambito di tale riforma venne costituita la Circumvesuviana srl, azienda di proprietà della Regione Campania. Due anni dopo, il 6 marzo 2003, la Circumvesuviana srl passò sotto il controllo del gruppo EAV. Con l'atto di fusione del 27 dicembre 2012 la Circumvesuviana srl è stata incorporata nell'Ente Autonomo Volturno.

### Interventi di potenziamento
Nel 1992 viene attivato il raddoppio del binario fra Casalnuovo e Pomigliano d'Arco; la nuova sede, i cui lavori erano iniziati nel 1977, è realizzata in viadotto, a fianco della vecchia linea a binario unico, eccetto una breve variante di tracciato su cui vengono realizzate le nuove stazioni La Pigna, Talona, Parco Piemonte e Pratola Ponte.
Il 23 marzo 1998 viene attivato un ulteriore tratto di linea raddoppiata, da Pomigliano d'Arco a Scisciano, realizzando una lunga variante in viadotto comprendente le nuove stazioni di Pomigliano d'Arco, Castelcisterna, Brusciano, De Ruggiero, Via Vittorio Veneto, Marigliano e San Vitaliano.
Nel 2003 viene attivata ed aperta al servizio viaggiatori la nuova tratta Napoli - Volla - Casalnuovo, che comprende le nuove stazioni di Centro Direzionale, Poggioreale e Botteghelle. L'anno successivo il tracciato tra Napoli e Poggioreale, ancora a binario singolo, viene raddoppiato in contemporanea con l'attivazione della Ferrovia Botteghelle-San Giorgio a Cremano.
Dal 21 maggio al 30 settembre 2025 la linea è sospesa al traffico viaggiatori al fine di permettere la sostituzione del ponte ferroviario di via Polveriera a Nola che scavalca la linea RFI Cancello-Avellino, da anni ritenuto non a norma, nonché per potenziare il servizio ferroviario della linea Napoli-Sorrento, più frequentata durante il periodo estivo.

## Caratteristiche

### Percorso
| Head station |

|  | Straight track |  | Unknown route-map component "exKBHFa" | Unknown route-map component "uexKBHFa" |

|  | Unknown route-map component "tSTRa" |  | Unknown route-map component "exSTR" | Unused urban continuation forward |

| Unknown route-map component "tBHF" |  | Unknown route-map component "exSTR" |

| Unknown route-map component "tSTRe" | Head station | Unknown route-map component "exSTR" |

| Unknown route-map component "CONTgq" | One way rightward + Unknown route-map component "STR2u" | Unknown route-map component "STR3" | Unknown route-map component "exSTR" |  |

| Transverse track + Unknown route-map component "MFADEgq" | Unknown route-map component "STRr+1" | Unknown route-map component "STR+4u" | Unknown route-map component "exSTR" |  |

|  | Unknown route-map component "eKRWgl" | Unknown route-map component "exKRWg+r" |

|  | Unknown route-map component "tSTRa@g" + Unknown route-map component "lHST" | Unknown route-map component "exSTR" |

|  | Unknown route-map component "tHST" | Unknown route-map component "exHST" |

|  | Unknown route-map component "CONTgq" | Unknown route-map component "tKRZ" | Unknown route-map component "xvSTR+r-SHI1+r" |  |

|  | Unknown route-map component "CONTgq" | Unknown route-map component "tSTRe@f" + Transverse track | Unknown route-map component "vKRZu-xKRZu" | Unknown route-map component "CONTfq" |

|  | Stop on track | Unknown route-map component "xvLSTR" |

|  | Unknown route-map component "tSTRa" | Unknown route-map component "xvLSTR" |

|  | Unknown route-map component "tSTRe@f" + Unknown route-map component "RAq" | Unknown route-map component "xvSKRZ-Au" |

|  | Unknown route-map component "CONTgq" | Junction both to and from right | Unknown route-map component "xvLSTR" |  |

|  | Station on track | Unknown route-map component "xvLSTR" |

|  | Unknown route-map component "CONTgq" | Unknown route-map component "vSTR+r-SHI1+r" | Unknown route-map component "xvLSTR" |  |

|  | Unknown route-map component "STR+l" | Unknown route-map component "dKRZo" | Unknown route-map component "dKRZu" | Unknown route-map component "xvSTRr-SHI1r" |  |

|  | Unknown route-map component "LSTR" | Unknown route-map component "vSTRlo-STR" | Unknown route-map component "xKRZu" | Unknown route-map component "CONTfq" |

| Unknown route-map component "LSTR" | Unknown route-map component "evSTR+lo-STR" | Unknown route-map component "exSTRr" |

| Unknown route-map component "LSTR" | Unknown route-map component "vexSTR-BHF" |  |

| Unknown route-map component "LSTR" | Unknown route-map component "eSPLe" |  |

| Unknown route-map component "SKRZ-Au" | Unknown route-map component "SKRZ-Au" |  |

| Unknown route-map component "LSTR" | Station on track |  |

|  | One way leftward | Unknown route-map component "hKRZa" | Unknown route-map component "CONTfq" |  |

| Unknown route-map component "hHST" |

| Unknown route-map component "hHST" |

| Unknown route-map component "hHST" |

| Unknown route-map component "b" | Unknown route-map component "exSTR" + Unknown route-map component "MFADEg" + Unknown route-map component "hKRWl" | Unknown route-map component "hKRW+r" |  |

| Unknown route-map component "b" | Unknown route-map component "exLSTR" | Unknown route-map component "hHST" |  |

| Unknown route-map component "b" | Unknown route-map component "exKRWg+l" | Unknown route-map component "exKRWr" + Unknown route-map component "MFADEfq" + Elevated |  |

| Unknown route-map component "b" | Unknown route-map component "exLSTR" | Unknown route-map component "hBHF" |  |

| Unknown route-map component "b" | Unknown route-map component "exLSTR" + Unknown route-map component "exv-SHI3+l" | Unknown route-map component "ehSHI3gr" |  |

| Unknown route-map component "b" | Unknown route-map component "exLSTR" + Unknown route-map component "exv-STRl" | Unknown route-map component "ehKRZ" | Unknown route-map component "exCONTfq" |

| Unknown route-map component "b" | Unknown route-map component "exLSTR" + Unknown route-map component "hSTRc2" | Unknown route-map component "hHST3" |  |

|  | Unknown route-map component "hSTRc2" | Unknown route-map component "xKRZ3+1h" | Unknown route-map component "hSTRc4" |  |

|  | Unknown route-map component "hHST+1" | Unknown route-map component "exLSTR" + Unknown route-map component "hSTRc4" | Unknown route-map component "b" |

|  | Unknown route-map component "hHST" | Unknown route-map component "exLSTR" | Unknown route-map component "b" |

|  | Unknown route-map component "hHST" | Unknown route-map component "exLSTR" | Unknown route-map component "b" |

|  | Unknown route-map component "hHST" | Unknown route-map component "exLSTR" | Unknown route-map component "b" |

| Unknown route-map component "CONTgq" | Unknown route-map component "hKRZ" | Unknown route-map component "xKRZo" | Unknown route-map component "CONTfq" |  |

|  | Unknown route-map component "hHST" | Unknown route-map component "exLSTR" | Unknown route-map component "b" |

|  | Unknown route-map component "hSKRZ-A" | Unknown route-map component "exSKRZ-Mu" + Unknown route-map component "RAq" | Unknown route-map component "b" |

|  | Unknown route-map component "hBHF" | Unknown route-map component "exLSTR" |  |  |

|  | Unknown route-map component "hKRWle" | Unknown route-map component "xKRWg+r" |  |  |

| Station on track |

| Unknown route-map component "SKRZ-Ao" |

|  | Unknown route-map component "CONTgq" | Unknown route-map component "KRZo" | Unknown route-map component "CONTfq" |  |

| Station on track |

| Unknown route-map component "SKRZ-Au" |

| Station on track |

| Stop on track |

| Station on track |

| Station on track |

| Stop on track |

| End station |

La linea originaria partendo dalla stazione di Porta Capuana in fondo a Corso Garibaldi era chiusa da edifici e da muri di cortili lungo via Casanova e dopo aver superato via Arenaccia, volgeva leggermente a sinistra lasciando sulla destra la costruenda piazza Nazionale; dopo aver costeggiato per un breve tratto la sede della Strada Vecchia di Poggioreale, piegando a destra con una grande curva si portava sul fianco della Strada Nuova di Poggioreale e dopo aver costeggiato questa grande arteria raggiungeva la Poggioreale (km 2+458) che si trovava nei pressi dell’emiciclo del Cimitero monumentale, poco distante dalla vecchia barriera doganale realizzata da Stefano Gasse nel 1837; la stazione infatti, a parte un discreto traffico passeggeri nei primi di novembre in occasione della tradizionale commemorazione dei defunti, la stazione di Poggioreale (km 2+458) era stata costruita unicamente per far fronte ad un servizio merci generato dalla presenza in zona di numerose fabbriche ed opifici e in questa stazione salivano due doganieri per scortare i treni diretti a Napoli. La barriera doganale denominata "Muro finanziero" ancora oggi esistente dopo un lungo stato di abbandono, sarà l'ingresso alla stazione di Poggioreale della linea 1 della metropolitana di Napoli con l'emiciclo preesistente che verrà trasformato in un porticato aperto al transito e agli spazi pedonali retrostanti, dando risalto all'ingresso del cimitero monumentale di Poggioreale, posto di fronte.
Dopo la fermata la linea lasciata a sinistra la collina di Poggioreale con il Cimitero monumentale, dopo aver sottopassato la linea per Benevento e Foggia, iniziava a correre parallelamente alla linea per Roma, seguendone l’andamento curvilineo e dopo aver superato su ponti in pietra per ben due volte un corso d’acqua detto Fosso della Volla, il percorso continuando a costeggiare la vecchia Napol-Roma tagliava prima la Strada nazionale delle Puglie e sottopassato le monumentali arcate dell’Acquedotto Carmignano raggiungevaal km 9+271 la fermata di Casalnuovo, distante circa 600 metri dal centro abitato che si trovava alla sinistra della ferrovia racchiusa tra due passaggi a livello.
Subito dopo, a circa 200 metri dalla stazione, la linea superava con un ponte in muratura a tre luci la linea ferroviaria per Roma che fino ad allora aveva costeggiato e proseguendo, dopo aver superato un ponticello sul Lagno Spirito Santo ed un passaggio a livello per attraversare, ancora una volta, la strada nazionale, raggiungeva alla progressiva km 13+531 la stazione di Pomigliano d'Arco cui seguivano al km 15+071 la stazione di Castelcisterna, ed al km 16+271 quella di Brusciano. 

## Traffico
La linea è servita da treni Napoli–Baiano che fermano in tutte le stazioni, con frequenza semioraria. Al 2024, la frequenza è di un treno ogni 36 minuti.